# Colonia Francisco Villa, Guerrero
Colonia Francisco Villa är en ort i Mexiko.   Den ligger i kommunen Iguala de la Independencia och delstaten Guerrero, i den sydöstra delen av landet, 120 km söder om huvudstaden Mexico City. Colonia Francisco Villa ligger 804 meter över havet och antalet invånare är 700.
Terrängen runt Colonia Francisco Villa är kuperad åt sydost, men åt nordväst är den bergig. Runt Colonia Francisco Villa är det ganska tätbefolkat, med 222 invånare per kvadratkilometer. Närmaste större samhälle är Iguala de la Independencia, 4,4 km söder om Colonia Francisco Villa. I omgivningarna runt Colonia Francisco Villa växer huvudsakligen savannskog.